# Eyholzer
 (janvier 2008).
Si vous disposez d'ouvrages ou d'articles de référence ou si vous connaissez des sites web de qualité traitant du thème abordé ici, merci de compléter l'article en donnant les références utiles à sa vérifiabilité et en les liant à la section « Notes et références ».
L'eyholzer est un cépage de cuve noir.

## Spécificités
Le cépage est cultivé en Valais dans la région d'Eyholz (près de Viège). Des récentes recherches génétiques ont montré une parenté avec des cépages du val d'Aoste. Il donne des vins tanniques avec un arôme de cassis.
L'eyholzer fait partie d'une famille de cépages typiques des régions alpines du Valais et de la vallée d'Aoste. Les autres cépages sont le bonda, le completer, le cornalin d'Aoste (ou humagne rouge), le cornalin du Valais, le crovassa, le durize, le fumin, le goron de Bovernier, l'himbertscha, l'humagne blanche, le lafnetscha, le mayolet, le ner d'Ala, la petite arvine, le petit-rouge, le planscher, le prié blanc, le rèze, le roussin, le roussin de Morgex, le vien de Nus et le vuillermin. 